# Shoutbox
Een shoutbox is een internettoepassing voor op een webpagina, waarin de gebruiker een korte kreet kan achterlaten. Deze wordt gepubliceerd met zijn gebruikersnaam, eventueel aangevuld met de tijd en datum waarop deze is ingegeven.
De gebruiker kan de shoutbox via een webformulier, E-mail, sms of MMS van input voorzien.